# Campeonato Sudamericano 1917
Die Campeonato Sudamericano 1917 war die 2. Auflage der südamerikanischen Kontinentalmeisterschaft im Fußball und fand vom 30. September bis 14. Oktober in Uruguay statt. Alle Spiele wurden im Parque Pereira in Montevideo ausgetragen. Das bestbesuchte Spiel war gleichzeitig das letzte und entscheidende Spiel des Turniers zwischen dem Titelverteidiger und hohen Favoriten Uruguay und Argentinien, welches vor 40.000 Zuschauern stattfand. Mit 10.000 Zuschauern zog das Spiel zwischen Brasilien und Chile den geringsten Besuch an.
Uruguay verteidigte seinen Titel aus dem Vorjahr ohne Punktverlust und Gegentor.

## Spielergebnisse

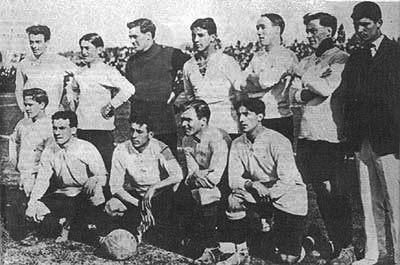
Südamerika-Meister Uruguay: J. Pacheco, J. Vanzzino, C. Saporiti, G. Rodríguez, M. Varela, A. Foglino. Vorne: J. Perez, Héctor Scarone, Ángel Romano, Carlos Scarone, P. Somma.

| Pl. | Land        | Sp. | S | U | N | Tore    | Diff. | Punkte |
| --- | ----------- | --- | - | - | - | ------- | ----- | ------ |
| 1.  | Uruguay     | 3   | 3 | 0 | 0 | 009:000 | +9    | 06:0   |
| 2.  | Argentinien | 3   | 2 | 0 | 1 | 005:300 | +2    | 04:20  |
| 3.  | Brasilien   | 3   | 1 | 0 | 2 | 007:800 | −1    | 02:40  |
| 4.  | Chile       | 3   | 0 | 0 | 3 | 000:100 | −10   | 0:60   |

|                    |   |             |           |
| 30. September 1917 |   |             |           |
| Uruguay            | – | Chile       | 4:0 (2:0) |
| 3. Oktober 1917    |   |             |           |
| Argentinien        | – | Brasilien   | 4:2 (1:2) |
| 6. Oktober 1917    |   |             |           |
| Argentinien        | – | Chile       | 1:0 (0:0) |
| 7. Oktober 1917    |   |             |           |
| Uruguay            | – | Brasilien   | 4:0 (2:0) |
| 12. Oktober 1917   |   |             |           |
| Brasilien          | – | Chile       | 5:0 (4:0) |
| 14. Oktober 1917   |   |             |           |
| Uruguay            | – | Argentinien | 1:0 (0:0) |

## Beste Torschützen
| Rang | Spieler        | Tore |
| ---- | -------------- | ---- |
| 1    | Ángel Romano   | 4    |
| 2    | Carlos Scarone | 3    |
| 3    | Amílcar Barbuy | 2    |
|      | Neco           | 2    |
|      | Alberto Ohaco  | 2    |
|      | Héctor Scarone | 2    |

## Mannschaftsaufgebote
Argentinien

Antonio Blanco (Rosario Central), Eduardo Blanco (Rosario Central), Calomino - Bleo Pedro Fournol (Boca Juniors), Edwin Clarcke (Porteño), Marcos Crocce (Racing Club), Jaime Chavín (Huracán (Buenos Aires)), Alejandro Elordi (Ferro Carril Oeste), Antonio Ferro (Independiente), Pascual Garré (Independiente), Ennis Hayes (Rosario Central), Carlos Isola (River Plate), Juan Madero (Estudiantes (Buenos Aires)), Alfredo Martín (Tigre), Pedro Martínez (Huracán (Buenos Aires)), Ernesto Mattozzi (Estudiantil Porteño), Alberto Bernardino Ohaco (Racing Club), Francisco Olazar (Racing Club), Ricardo Pepe (Racing Club), Juan Nelusco Perinetti (Racing Club), Armando Reyes (Racing Club), Nicolás Vivaldo (Racing Club)
 Brasilien

Adhemar Dos Santos (América), Amílcar Barbuy (Corinthians), Arnaldo (Santos), Caetano Izzo (Palestra Itália), Casemiro do Amaral (Mackenzie), Chico Netto (Fluminense), José da Silva Couto (Fluminense), Antônio Dias De Paiva (América), Antônio Dias (São Bento), Galo (Flamengo), Haroldo Domingues (Santos), Sylvio Lagreca (São Bento), Adolpho Millon Júnior (Santos), Neco (Corinthians), Otto Banduck (Santos), Osny Augusto Werner (Botafogo (RJ)), José França de Paula Ramos (América), Antonio Picagli (Palestra Itália), Sylvio Vidal Leite Ribeiro (Fluminense), Trainer: Sylvio Lagreca
 Chile

Juan Alvarado (Santiago Wanderers), Héctor Baeza (Loma Blanca), Hernando Bolados (Unión Marítimo FC), Enrique Cárdenas (Santiago Wanderers), Guillermo Cisternas (Maestranza Iquique), Luis Encina (Norteamérica), Luis García (Tander FC (Coquimbo)), Francisco Gatica (CD Palestino), Manuel Jeldes (Santiago Wanderers), Manuel Guerrero (La Cruz FC (Valparaíso)), Norberto Guevara (Gold Cross (Valparaíso)), Bartolo Muñoz (Fernández Vial (Concepción)), Horacio Muñoz (Fernández Vial (Concepción)), Julio Paredes (América de Valparaíso), Rodolfo Rojas (Loma Blanca), Trainer: Julián Bértola
 Uruguay

Alfredo Balmelli (Central), N. Bartolazzo (River Plate FC), José Benincasa (Peñarol), Miguel Benincasa (River Plate FC), Sadí Couture (Dublin), Alfredo Foglino (Nacional), Raúl Garrido (Universal), Isabelino Gradín (Peñarol), Rodolfo Marán (Nacional), Antonio Márques Castro (Peñarol), Carlos Mongelar (Universal), Nelson Montes (Wanderers), Jorge Germán Pacheco (Peñarol), José Pérez (Peñarol), José Piendibene (Peñarol), Abdón Porte (Nacional), Gregorio Rodríguez (Universal), Ángel Romano (Nacional), Cayetano Saporiti (Wanderers), Carlos Scarone (Nacional), Héctor Scarone (Nacional), Pascual Somma (Nacional), José Tognola (Reformers), Antonio Urdinarán (Nacional), José Vanzzino (Nacional), Manuel Varela (Peñarol), Juan José Villar (Wanderers), Armando Zibechi (Wanderers), Trainer: Ramón Platero